# Iosif Herțea
Iosif Herțea (n. 22 martie 1936, Firiza de Jos, Maramureș – d. 21 martie 2018, Rastatt, Germania) a fost un etnomuzicolog, compozitor și cercetător român. Este cunoscut pentru studiul instrumentelor muzicale și al colindelor, cât și pentru muzica sa de teatru.

## Familia și copilăria
Iosif Herțea s-a născut în 22 martie 1936, în localitatea Firiza de Jos ( astăzi cartier al orașului Baia Mare). Tatăl său, Gheorghe, era contabil, iar mama, Sara Irina, casnică.  Iosif era cel mai mare dintre cei trei copii ai familiei, alături de un frate, Gheorghe, și o soră, Maria.  
Iosif Herțea provine dintr-o familie multi-etnică, bunicul mamei, Medyesi Gerhard, era armean maghiarizat, iar bunica, Irina Antonia Scheiwart, s-a născut la Budapesta într-o familie austriacă, după tată. Rudele din partea tatălui proveneau din zona Sibiului și se stabiliseră în Muscel. Copilăria și-a petrecut-o în orășelul Târnăveni, de care îl leagă amintiri foarte puternice.
„Am copilărit într-un orășel de provincie, la Târnăveni.  M-am gândit, de multe ori, că atracția mea pentru instrumentele muzicale și pentru jucăriile tradiționale își are rădăcinile în copilărie.” 
Părinții au observat înclinația spre muzică a  lui Iosif și au plătit meditații pentru ore de vioară și pian, la care el însă a renunțat, din cauza metodei neatractive a profesoarelor. La vârsta de opt ani, jucându-se printre armele și munițiile de război rămase prin Târnăveni, dă de un focos de mină, a cărui explozie îi afectează ochii. După o vreme, când Iosif avea 14 ani, părinții s-au mutat la Cluj, ca fiul lor să poată fi dus la tratament la o clinică de oftalmologie. Vederea ochiului drept  nu a mai putut fi însă recuperată niciodată.

## Educație
Ca elev la Liceul de Muzică din Cluj începe să studieze flautul, după care se mută la clasa de violoncel, atras de profesorul G. Iarosevici. Urmează în paralel cursurile Liceului Teoretic „George Barițiu”, pe care îl absolvă în 1954. După cum mărturisește Iosif Herțea: „Am impresia că toată evoluția vieții mele a fost marcată de anii adolescenței și de Clujul acelui timp.”
În 1955, absolvă Liceul de Muzică, clasa violoncel, apoi devine student al Conservatorului din Cluj. In 
1960, este licențiat. In 1960, prin concurs, devine cercetător la Institutul de Etnografie și Folclor din București.
„Anii petrecuți în Institutul de Etnografie și Folclor au fost cei mai frumoși din viața mea și cei mai consistenți în realizări”.  

## Carieră
In cei 20 de ani cât a lucrat la Institutul de Folclor (1960-1980), Iosif Herțea a studiat instrumentele muzicale. Primul său studiu de folclor, „Șuierașul de cucută”, apare în 1964, în Revista de Etnografie și Folclor , urmare a cercetărilor de teren desfășurate  în zona nordică a Olteniei sub-carpatice, într-un grup condus de profesorul universitar Mihai Pop. „Alcătuirea rudimentară îl situează printre cele mai vechi tipuri de instrumente muzicale de suflat”, scrie el în studiul citat. 
Munca de teren pentru întocmirea unor culegeri de colinde l-a adus împreună cu folcloristul Ovidiu Bârlea, pe care l-a considerat mentorul său. Studiul colindelor rămâne o pasiune de o viață, fiind fructificat în volumele: „Romanian Carols”, 1999, Fundația Culturală Română;  „Colinde Românești”, antologie și tipologie muzicală, 2004, Editura Grai și Suflet, ultimul volum fiind premiat de Uniunea Compozitorilor și Muzicologilor în același an, 2004 .  
Alături de pasiunea pentru instrumentele muzicale, este tot mai interesat de jucării- care au devenit nu doar obiect de studiu, ci și de colecționar.  Observă funcția educațională a jucăriilor în tradiția țărănească și scrie un studiu pe această temă: „Preliminarii la studierea sistemului educațional al tradiției”, publicat în 1974, în Revista de Etnografie și Folclor . 
Participă la expoziții  de instrumente muzicale și de jucării, inclusiv cu propria colecție, apropiindu-se și de oamenii teatrului de păpuși: Margareta Niculescu, directoarea de atunci a Teatrului Țăndărică și regizoarea Kovács Ildikó:  
„Expoziție de păpuși și jucării tradiționale”, din colecția personală, la Sala Majestic din București, în iunie 1979, cu prilejul jubileului Teatrului Țăndărică; 
„Jucării și păpuși tradiționale din colecția Muzeului Etnografic al Transilvaniei”, iunie 1983; „Păpuși tradiționale”, colecție personală dăruită Teatrului Țăndărică, în mai 1989; 
„Jucării, păpuși și figurine de lut tradiționale românești”, colecție personală, donată Muzeului de jucării Szorakatenusz din Kecskemét, Ungaria, iunie 1997-iunie 1998. In 1974, participă la realizarea Primului Festival al Jocurilor de Păpuși Tradiționale, organizat de Muzeul Satului și Teatrul Țăndărică, la București. 
Desfășoară și activitate didactică în învățământul superior. Între 1970-1973 este lector la Universitatea din Brașov, pentru cursuri despre folclor și instrumentație;  între 1984-1985 este lector, iar între 1989-1990 și 1994-1995, este conferențiar la Academia de Muzică din Cluj Napoca, la catedra de Folclor.
Începe colaborarea cu teatrul în anul 1968, odată cu spectacolul Ritmuri”, al Teatrului Studențesc Podul, în regia lui Andrei Belgrader, Dan Micu și Iulian Vișa,  pentru care alcătuiește un colaj folcloric susținut live, spectacol premiat.
Vreme de 35 de ani, colaborează în calitate de compozitor,  cu regizori din patru generații, la teatrele din orașele Baia Mare, Oradea, Craiova, Constanța, Galați, Giurgiu, Botoșani, Bârlad, Cluj-Napoca, Sibiu, București, Timișoara, Focșani, atât cele dramatice, cât și de păpuși, pentru copii, cum ar fi, într-o înșirurire selectivă: 
în 1982, cu regizorul Alexandru Tocilescu, la spectacolul „Barbul Văcărescu, vânzătorul țării și Occisio Gregorii”, Teatrul Lucia Sturdza Bulandra, București; cu regizoarea Kovács Ildikó, la spectacolul Trenul cu lapte nu mai oprește aici, de Tenessee Williams, la Teatrul Național Cluj-Napoca și „A kis Hableany” (Mica Sirenă), după Hans Christian Andersen, la Teatrul „Vaskakas Gyor” , Ungaria, în 2000; cu regizorul Mihai Măniuțiu, la „Săptămâna luminată”,de Mihai Săulescu, în 1994,la Teatrul Național din Cluj-Napoca, spectacol premiat de Uniter (Uniunea Teatrală din România) în 1995, și Nopțile călugăriței portugheze, după Mariana Alcoforado, la Teatrul Tineretului din Piatra Neamț, în 1997 ; cu regizoarea Mona Chirilă, la „Tinerețe fără bătrânețe și viață fără de moarte”, după Petre Ispirescu, în 1995, la Teatrul de Păpuși Puck, din Cluj-Napoca; cu regizorul Silviu Purcărete, la „Danaidele”, după Eschil, co-producție Teatrul Național din Craiova, Holland Festival, Wienerfestwochen, Festival d’Avignon, Grande Halle de la Vilette, Fundația pentru Teatru și Film Tofan, în 1995, și la ”Die Bakchen” ( Bacantele), de Euripide, la Burgtheater din Viena, în 1999; cu regizoarea Cătălina Buzoianu, la „Penthesileea”, de Mioara și Adrian Cremene, cu fragmente din Heinrich von Kleist, Teatrul Dramatic din Constanța, în 1996, și la „Levantul”, după Mircea Cărtărescu, la Theatrum Mundi și Teatrul Bulandra, București, în 1998; de asemenea, în anul 2000 compune muzica spectacolului "Turandot", în aceeași regie, desfășurat la teatrul bucureștean Odeon; cu regizorul Adrian Lupu, la  „Domnul Puntila și sluga sa Matti” de Bertolt Brecht, 1976, la „Celestina”, după Fernando de Rojas, la Teatrul Dramatic din Galați, în 1997; cu regizorul Vlad Mugur, la „Scandal cu publicul”, de Peter Handke, la Teatrul Tineretului din Piatra Neamț, în 1997, și la „Livada de vișini”, de A.P. Cehov, la Teatrul Maghiar de Stat, Cluj-Napoca, în 1998; cu regizorul Tompa Gabor, la „Hamlet”, de William Shakespeare, la Teatrul Național din Craiova, în 1997, și „Troilus și Cresida”, de William Shakespeare, la Teatrul Maghiar de Stat din Cluj-Napoca, în co-producție cu Offshore Amsterdam și Festival Internacional de Barcelona, în 1998. În anul 2005, Herțea scrie și muzica spectacolului "De trei ori dragoste", pentru Teatrul Nottara, construit de regizoarea germană Ulriche Dopfer.
Ultima creație muzicală a fost pentru spectacolul „Cărăbușii”, după Stanislaw Ignacy Witkiewicz, în regia lui Cornel Todea, la Teatrul Ion Creangă, în 2011, la rândul său, o versiune după „Gândacii”, spectacolul lui Tompa Gabor de la Teatrul Radu Stanca din Sibiu, 2003. 
„De la Mozart la tom-tom-uri, de la ornito-intonații la ritmuri belicoase, de la hora din grumaz la jazz-totul. Spectacolul Gândacii este nutrit de muzică, hrănindu-ne, consistent, pe noi.”

## Premii
Activitatea sa muzicală din teatru a fost recompensată cu premii, acordate de Uniunea Teatrală din România; în anul 1995, pentru originalitate, la spectacolul „Săptămâna luminată”, și un alt premiu, în anul 2004, pentru muzică de teatru. În 2016, Academia Română îi acordă Premiul „Ciprian Porumbescu” pentru contribuții la etnomuzicologie.

## Ultimii ani
În 2014 și 2015 publică două cărți de etnomuzicologie: Cimpoiul și Diavolul, o poveste adevărată a instrumentelor muzicale populare din România, Editura Etnologică,2014,  și  De la unealtă la instrument muzical, câteva însemnări despre instrumentele muzicale populare și despre folclorul românesc, Editura Etnologică, 2015 
În anul 2016 este premiat de Academia Română, pentru volumul  de etnomuzicologie Cimpoiul și Diavolul.  Cărții îi este dedicată o cronică în revista Teatrul Azi, scrisă de teatrologul Sebastian Vlad-Popa, „Ființa rezonatoare/rezonabilă”. În Revista Muzica din 2017, criticul Marin Marian face o analiză  de specialitate a contribuției lui Iosif Herțea. 
În anul 2016, Iosif Herțea donează o valoroasă colecție de instrumente muzicale și material documentar muzical, Bibliotecii județene Petre Dulfu din Baia Mare. În 2017, donează colecția de jucării Asociației Da’DeCe, care organizează în același an, un prim proiect itinerant de valorificare a lor, așa cum și-a dorit Iosif Herțea. În perioada iunie -noiembrie 2017, are loc, în trei localități din țară, București, Brașov, Cluj, expoziția Elefanți, cuci, cai și Eu, a Asociației Da’Dece. A fost membru al Uniunii Compozitorilor și Muzicologilor din România (UCMR) și al Grupului de Studii organologice al Congresului Internațional de Muzică populară (CIMP).

## Viață personală
Iosif Herțea a fost căsătorit de trei ori. Prima soție, Eleonora Tomescu, i-a fost colegă de Conservatorul din București; cu ea are o fată; pe a doua soție, Stanca Fotino, cu care are, de asemenea, o fată, a cunoscut-o la Institutul de Folclor, unde i-a fost și parteneră de cercetare; cea de-a treia soție, Edith Reichel, a lucrat ca actriță păpușar la Teatrul de păpuși din Cluj, după care a emigrat în Germania.  Cu ultima soție are un băiat și o fată (adoptată).
Odată cu emigrarea în Germania a fratelui său Gheorghe, Iosif Herțea are probleme cu Securitatea. În 1988, pleacă împreună cu familia în Germania și se stabilește în orășelul Rastatt. Continuă colaborarea cu oameni de teatru din România. 
Compozitorul și etnomuzicologul Iosif Herțea moare în 21 martie 2018, la Rastatt, cu o zi înainte de a împlini 82 de ani.

## Interviuri
- Iosif Herțea: Îndrăgostirea de teatru - Adina Bardaș, Scena nr. 2, 1998, p.42.
- Sunetul, un actor în scenă - Mircea Ghițulescu, în Rampa, septembrie 1995.
- Îmi place muzica pe viu, fragilă – Andreea Dumitru, în Teatrul azi, nr. 6-7-8, 2003, p. 45.
- Ca să fie cu adevărat o componentă a spectacolului, muzica trebuie să treacă de stadiul de ambalaj- Cristina Modreanu, în Adevărul literar și artistic, 20 aprilie 2004.